# راتب العوضات
راتب العوضات (3 أكتوبر 1970 - 26 مارس 2021) لاعب كرة قدم أردني سابق وأحد أبرز نجوم الكرة الأردنية.

## مسيرته الرياضية
بدأ مشواره الكروي في نادي شباب مخيم حطين (شلنر) ، ومن بعدها مثّل النادي الفيصلي لأكثر من عشرة أعوام (1988-2006) والمنتخب الأردني في أكثر من مناسبة، ولعب للمنتخب 34 مباراة دولية كان آخرها بطولة أمم آسيا بالصين 2004.
اعتزل اللعب يوم الاثنين تاريخ 28 يناير 2008 في المباراة التي جمعت الأردن ولبنان التي فاز فيها المنتخب الأردني بأربعة أهداف مقابل واحد. كان مدرباً لفريق الفيصلي والشيخ حسين، وعمل مساعداً في أكثر من جهاز فني للفيصلي، كما أشرف على تدريب الفيصلي في إياب موسم 2012/2011 وقاده للفوز ببطولة الدوري وكأس الأردن.
تنقل راتب العوضات بين عدة أندية بين الفيصلي والشيخ حسن والبقعة وذات راس والفيحاء ثم عاد أخيرا إلى النادي الفيصلي في أغسطس 2020 كمدرب للفريق. 

## وفاته
كتب المدير الإدراي للنادي الفيصلي ثامر العدوان على صفحته على الفيس بوك أن راتب العوضات قد راجع إحد المستشفيات الخاصة لتشخيص الأعراض التي يشكو منها منذ فترة. وكان التشخيص الاولي يستلزم بتحويله إلى مركز الحسين للسرطان. تكفل الديوان الملكي الأردني بعلاجه ونُقل إلى مستشفى هداسا عين كارم في القدس المحتلة.
ظهر أخوه خالد العوضات في بث مباشر وصرح أنهم لم يكونوا يعرفون أن راتب متوجه إلى القدس المحتلة ، وأنهم أخبروا أنه متوجه إلى ألمانيا أو أمريكا ، وقال أن راتب يرفض العلاج عند الاحتلال ويرغب في العودة إلى الأردن واكمال علاجه هناك. إلا أن حالته الصحية ساءت وتوفي يوم الجمعة 26 مارس 2021.

## روابط خارجية
- راتب العوضات على موقع قاعدة بيانات كرة القدم.إي يو (الإنجليزية)
- راتب العوضات على موقع ناشيونال فوتبول تيمز (الإنجليزية)
- راتب العوضات على موقع كووورة